# Lynch Davidson
Lynch Davidson, född 3 januari 1873 i Rapides Parish i Louisiana, död 27 januari 1952 i Houston i Texas, var en amerikansk företagsledare och politiker (demokrat). Han var Texas viceguvernör 1921–1923.
Davidson ägde flera företag, vilka år 1921 sammanslogs till Lynch Davidson and Company. Efter att ha lämnat politiken återvände han till sin karriär inom affärslivet.